# Gulfstream V
Gulfstream V er et tomotoret jetfly der er udviklet og produceret af den amerikanske flyproducent Gulfstream Aerospace. Flyet bliver også benyttet af USA's forsvar med designationen C-37A.
Flyet havde sin jumfruflyvning i 1995, og blev introduceret i 1998. Der blev i alt produceret 191 eksemplarer af typen. Flyet kan have op til 19 passagersæder og betjenes af to piloter. Flere nationer benytter flyet til VIP-flyvninger for regeringer og militæret, ligesom flere private rigmænd ejer et eksemplar af flyet. 